# U-3523
U-3521 – niemiecki okręt podwodny (U-Boot) typu XXI z okresu II wojny światowej. Okręt wszedł do służby w 1945.

## Historia
Zamówienie na budowę okrętu zostało złożone w stoczni F. Schichau GmbH w Gdańsku. Rozpoczęcie budowy okrętu miało miejsce 7 października 1944. Wodowanie nastąpiło 14 grudnia 1944 r.
Okręt wszedł do służby 23 stycznia 1945 r., dowódcą został Oberleutnant zur See (porucznik marynarki) Willi Müller.
Okręt odbywał szkolenie w 8. Flotylli U-Bootów w Gdańsku.
Zatopiony przez brytyjski samolot B-24 Liberator 6 maja 1945 r. w cieśninie Skagerrak na pozycji 57°52′00″N 10°49′00″E/57,866667 10,816667. Zginęła cała – 58-osobowa załoga.
W kwietniu 2018 wrak został odnaleziony 17 km na zachód od pozycji podawanej jako miejsce zatopienia podanego przez załogę Liberatora. Leży na głębokości 123, wbity dziobem w dno z rufą uniesioną pod kątem aż 45°.